# ラース・クログ・ゲルソン
ラース・クリスティアン・クログ・ゲルソン（Lars Christian Krogh Gerson、1990年2月5日 - ）は、ルクセンブルク・ルクセンブルク市出身のサッカー選手。コングスヴィンゲルIL所属。ポジションはディフェンダー。

## クラブ経歴
ゲルソンはルクセンブルクに生まれ、ノルウェーでプロキャリアをスタートさせた。2012年にスウェーデンのIFKノルシェーピンに移籍し、3シーズン後にはGIFスンツヴァルに移籍。ここでも3シーズン在籍しており、スウェーデントップリーグでの出場試合数は216試合にもなった。
2021年2月8日、セグンダ・ディビシオンBのラシン・サンタンデールに6ヶ月の短期契約で加入した。

## 代表経歴
ルクセンブルク代表としてU-17、U-19、U-21に出場した後、2008年3月26日のウェールズ戦にてフル代表デビューを果たした。